# Federación Internacional de Sociedades Mágicas
La Fédération Internationale des Sociétés Magiques (FISM; en español, Federación Internacional de Sociedades Mágicas) se fundó en el año 1948, y es una de las organizaciones más respetadas en la comunidad de magos ilusionistas. 
Es una organización internacional que se encarga de coordinar docenas de clubes y federaciones nacionales e internacionales, representando aproximadamente a 44 000 magos de 51 países. La federación organiza una convención llamada FISM cada tres años, durante la cual se celebra el Campeonato Mundial de Magia, en el cual los campeones nacionales y continentales de magia compiten en distintas categorías. El último FISM se celebró en 2025 en Turín, Italia. El próximo tendrá lugar del 9 al 14 de julio de 2028 en Busan, Corea del Sur.

## Historia
Las raíces de FISM comienzan en París, Francia, en 1937, en una reunión de la Association Syndicale des Artistes Prestigitateurs (Asociación Sindical de Artistas Prestidigitadores, ASAP), que tenía una revista mensual Le Journal de la Prestidigitation. El vicepresidente del grupo, Dr. Jules Dhotel, quiso que ASAP organizara una convención internacional en París en octubre de 1939, y entonces organizar la convención cada año en un país diferente. El plan siguió su curso, pero cuando los nazis invadieron Polonia en septiembre de 1939, la convención fue cancelada. Después de la II Guerra Mundial, se retomó el proyecto. En 1946, un hotel en Ámsterdam, Holanda, albergó un Congreso Internacional de Magos, con unos 300 asistentes de toda Europa. Hubo conferencias, exhibiciones de libros y aparatos antiguos, viajes por Ámsterdam, un show público y un concurso en el cual 20 magos participaron. No había categorías, por lo que el único premio fue a parar al mago amateur francés Jean Valton, por una rutina excepcional de cartas y manipulación; el segundo premio fue para el mago amateur escocés John Ramsay, y el tercero a un dúo profesional, De Flezkis, que combinaron magia y baile.
El "Congrès Magique International" de 1947 atrajo a más de 500 magos de 18 países, siendo 70 los participantes en la competición. Las reuniones en aquella convención se utilizaron para discutir la creación de una organización internacional formal, y es entonces cuando el título de FISM se propuso. Mientras los detalles se acordaron, las convenciones del "Congrès" continuaron anualmente.

## Misión
El objetivo de FISM es la creación de una voz única para el mundo de la magia, y ayudar a desarrollar, elevar y promover el arte del Ilusionismo. Coordina actividades de las sociedades miembros y anima la comunicación entre ellas, así como el intercambio de servicios. Tiene una identidad corporativa y un equipo profesional de marketing, e intenta preservar la propiedad intelectual luchando contra las copias y la difusión inapropiada de invenciones mágicas o rutinas. Censura el uso de compinches entre el público (espectadores que han llegado a un acuerdo previo con el mago), descalificando de la competición a los concursantes que intentaran usarlos.

## Convención

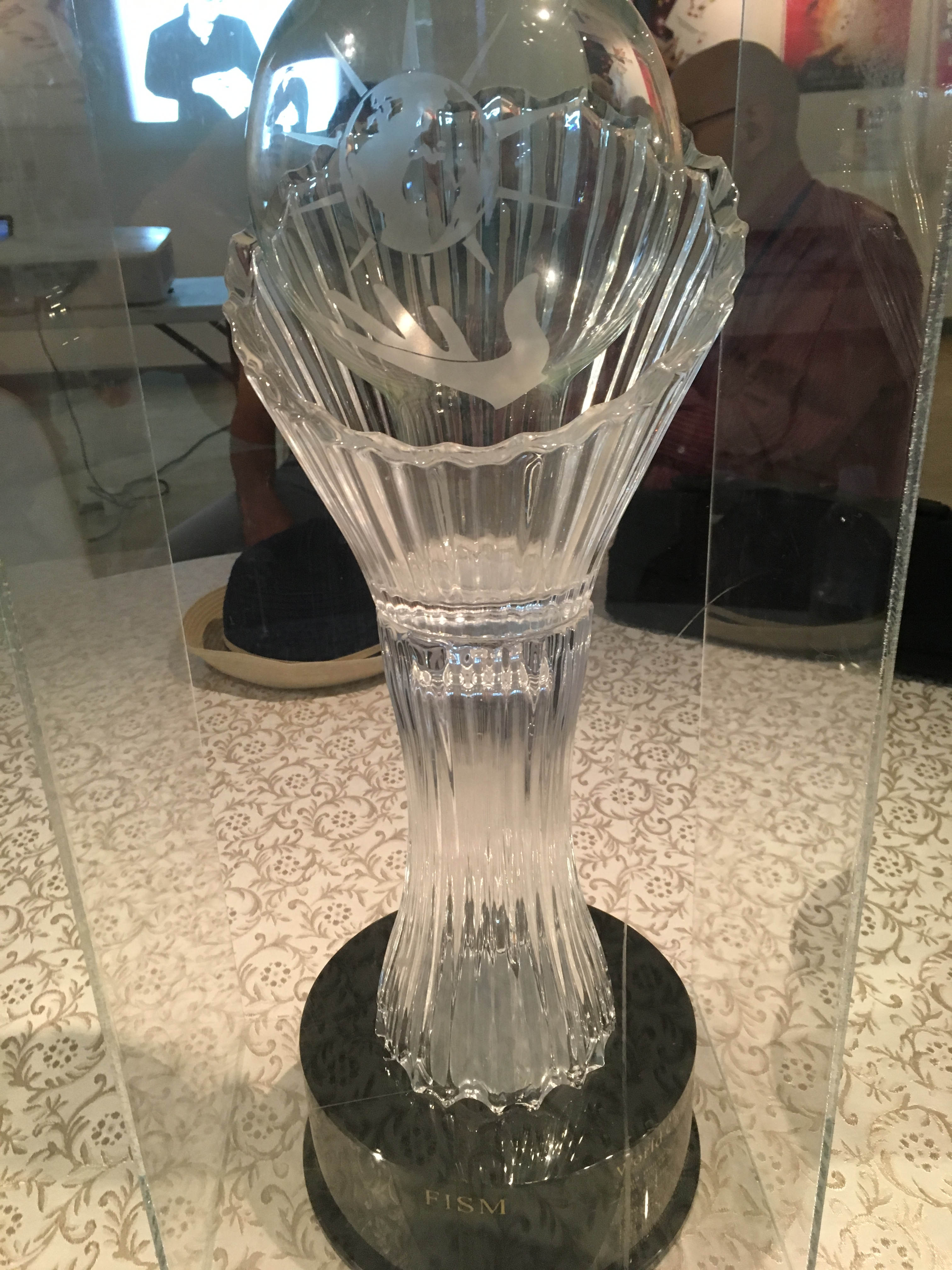
Trofeo del Campeonato Mundial de Magia - FISM

El FISM es probablemente conocido como una de las principales convenciones de magia del mundo, siendo su acto central el Campeonato Mundial de Magia. Este se celebra cada tres años, y entremedio se celebran también competiciones continentales. Se compite en diversas categorías, agrupadas en dos grandes divisiones: la de Magia de Escena y la de Magia de Cerca ("Close-up"). Los concursantes presentan actos con una duración inferior a 10 minutos, y un jurado evalúa aspectos como la habilidad técnica, la capacidad artística, la puesta en escena, la originalidad, la atmósfera mágica conseguida, etc. De entre los primeros clasificados, el jurado puede, si así lo estima oportuno, seleccionar a dos concursantes como merecedores del Grand Prix (gran premio), que los certifica como el mago más destacado del campeonato.
La convención de 2025 se celebró en Turín, donde Francesco della Bona de Italia se alzó con el Grand Prix en magia de escena y Ibuki de Japón ganó el Grand Prix en magia de cerca.
La convención de 2022 se celebró en Quebec, Canadá, donde Laurent Piron de Bélgica se alzó con el Grand Prix en magia de escena y Simon Coronel de Estados Unidos ganó el Grand Prix en magia de cerca.
En la convención de 2018 en Busan, Corea del Sur, los merecedores del Grand Prix fueron Miguel Muñoz de España y Eric Chien de Taiwán en magia de escena y magia de cerca, respectivamente.
En la convención de 2015 en Rimini, Italia, los ganadores del Grand Prix de escena y de cerca fueron, respectivamente, Héctor Mancha de España y Pierric de Suiza.
En la convención de 2012 en Blackpool, Reino Unido, se otorgó el Grand Prix de escena y de cerca, respectivamente, a Yu Ho Jin de Corea del Sur y Yann Frisch de Francia.
En 2009, la convención se celebró en Pekín, China, siendo Soma de Hungría y Shawn Farquhar de Canadá los ganadores del Grand Prix en magia de escena y magia de cerca, respectivamente.
La convención de 2006 se celebró en Estocolmo, Suecia, donde Pilou de Francia ganó el Grand Prix en magia de escena y Rick Merrill de Estados Unidos obtuvo el Grand Prix en magia de cerca.
Un listado con la relación completa de premiados en cada categoría, desde 1948 hasta el presente, puede ser hallado en la página web de la FISM.

### Ganadores del Campeonato Mundial de Magia
2025 Turín
- Grand Prix Escena: Francesco della Bona (Italia)
- Grand Prix Close-up: Ibuki (Japón)
- Manipulación: Francesco della Bona (Italia)
- Magia General: Lea Kyle (Francia)
- Micromagia: Ibuki (Japón)
- Cartomagia: (primer premio no otorgado)
- Magia de salón: Mortenn Christiansen (Dinamarca)
- Grandes Ilusiones: (primer premio no otorgado)
- Mentalismo: Mind2Mind (Reino Unido)
- Magia Cómica: (primer premio no otorgado)
- Premio en Invención Escena: Lukas Kaminski (Alemania), Tsiao Yang (China), Sergi Dolidze (Georgia), Alberto Giorgi & Laura (Italia), Alain Guerant (Bélgica)
- Premio en Invención Close-up: Billy Hsueh (Canadá), Nojima (Japón)
- Acto más original en magia de cerca: Michael Blomeke (Estados Unidos)
- Acto más original en magia de escena: Lucas Kaminski (Alemania)
- Galardones adicionales:
  - Magia Online: Simon Pierro (Alemania)
  - Magia Callejera: Eric Evans (Estados Unidos)
- Galardones especiales:
  - Creatividad y Visión Artística: Paul Harris (Estados Unidos)
  - Historia e Investigación: Denis Behr (Alemania)
  - Teoría y Filosofía: Robert Neale (Estados Unidos)
  - Premio al legado: Jason Latimer (Estados Unidos)

2022 Quebec
- Grand Prix Escena: Laurent Piron (Bélgica)
- Grand Prix Close-up: Simon Coronel (Estados Unidos)
- Manipulación: (primer premio compartido ex aequo): Artem Shchukin (Rusia), Junwoo Park (Corea del Sur)
- Magia General: Laurent Piron (Bélgica)
- Micromagia: (primer premio compartido ex aequo): Simon Coronel (Estados Unidos), Luis Olmedo (España)
- Cartomagia: Markobi (Francia)
- Magia de salón: Shoot Ogawa (Estados Unidos)
- Grandes Ilusiones: Yunke (España)
- Mentalismo: Anca & Lucca (Austria)
- Magia Cómica: Mortenn Christiansen (Dinamarca)
- Premio en Invención Escena: Zhu Mingzhu (China), HJ (Taiwán), Ramó & Alegría (España)
- Premio en Invención Close-up: Martin Eisele (Alemania), Daniel Mormina (Argentina)
- Acto más original en magia de cerca: Gleb (Lituania)
- Acto más original en magia de escena: Ding Yang (China)
- Galardones especiales:
  - Creatividad y Visión Artística: Topas (Alemania)
  - Historia e Investigación: Richard Kaufman (Estados Unidos)
  - Teoría y Filosofía: Dani DaOrtiz (España)
  - Premio al legado: Max Maven (Estados Unidos)

2018 Busan
- Grand Prix Escena: Miguel Muñoz (España)
- Grand Prix Close-up: Eric Chien (Taiwán)
- Manipulación: (primer premio compartido ex aequo): Ha Lim An (Corea del Sur), Florian Sainvet (Francia)
- Magia General: Miguel Muñoz (España)
- Micromagia: Eric Chien (Taiwán)
- Cartomagia: Bill Cheung (China)
- Magia de salón: Marc Weide (Alemania)
- Grandes Ilusiones: (primer premio no otorgado)
- Mentalismo: Javier Botia (España)
- Magia Cómica: (primer premio no otorgado)
- Premio en Invención: Javier Botia (España), Han Manho (Corea del Sur)
- Acto más original en magia de cerca: DK (Corea del Sur)
- Acto más original en magia de escena: Sangsoon Kim (Corea del Sur)
- Galardones especiales:
  - Creatividad y Visión Artística: Derek DelGaudio (Estados Unidos)
  - Historia e Investigación: Stephen Minch (Estados Unidos)
  - Teoría y Filosofía: Jeff McBride (Estados Unidos)

2015 Rimini
- Grand Prix Escena: Héctor Mancha (España)
- Grand Prix Close-up: Pierric (Suiza)
- Manipulación: Héctor Mancha (España)
- Magia General: Young-Min Kim (Corea del Sur)
- Micromagia: (primer premio no otorgado)
- Cartomagia: (primer premio compartido ex aequo): Horret Wu (Taiwán), Shin Lim (Canadá)
- Magia de salón: Pierric (Suiza)
- Grandes Ilusiones: (primer premio no otorgado)
- Mentalismo: Thommy Ten & Amelie (Austria)
- Magia Cómica: (primer premio no otorgado)
- Premio en Invención: Daniel Collado (España), Antonio Romero (España), Semba (Argentina)
- Acto más original en magia de cerca: DK (Corea del Sur)
- Acto más original en magia de escena: Yann Frisch (Francia)
- Galardones especiales:
  - Historia, Investigación y Conocimiento académico: Magic Christian (Austria)

2012 Blackpool
- Grand Prix Escena: Yu Ho Jin (Corea del Sur)
- Grand Prix Close-up: Yann Frisch (Francia)
- Manipulación: Yu Ho Jin (Corea del Sur)
- Magia General: Marko Karvo (Finlandia)
- Micromagia: Andost (Estados Unidos)
- Cartomagia: Jan Logemann (Alemania)
- Magia de salón: Yann Frisch (Francia)
- Grandes Ilusiones: Marcel Kalisvaart "Prince of Illusions" (Países Bajos)
- Mentalismo: (primer premio no otorgado)
- Magia Cómica: Doble Mandoble (Bélgica)
- Premio en Invención Close-up: Tango (Argentina)
- Premio en Invención Escena: Haon Gun (Corea del Sur)
- Acto más original en magia de cerca: Simon Coronel (Australia)
- Acto más original en magia de escena: Ted Kim (Corea del Sur)
- Galardones especiales:
  - Creatividad y Visión Artística: Teller (Estados Unidos)
  - Historia e Investigación: Mike Caveney (Estados Unidos)
  - Teoría y Filosofía: Eugene Burger (Estados Unidos)

2009 Pequín
- Grand Prix Escena: Soma (Hungría)
- Grand Prix Close-up: Shawn Farquhar (Canadá)
- Manipulación: (primer premio compartido ex aequo): Yo Kato (Japón) and Han Seoi-Hui (Corea del Sur)
- Magia General: Soma (Hungría)
- Micromagia: (primer premio no otorgado)
- Cartomagia: Shawn Farquhar (Canadá)
- Magia de Salón: Marc Oberon (Reino Unido)
- Grandes Ilusiones: Julius Frack (Alemania)
- Mentalismo: (primer premio no otorgado)
- Magia Cómica: (primer premio no otorgado)
- Premio en Invención: Jorge Luengo (España)
- Acto más original en magia de escena: Charming Choi (Corea del Sur)

2006 Estocolmo
- Grand Prix Escena: Pilou (Francia)
- Grand Prix Close-up: Rick Merrill (Estados Unidos)
- Manipulación: Dai Bin Chun (China)
- Magia General: Lee Eun-gyeol (Corea del Sur)
- Micromagia: Martin Eisele (Alemania)
- Cartomagia: Helder Guimaraes (Portugal)
- Magia de Salón: Gaston (Alemania)
- Grandes Ilusiones: Sittah (Países Bajos)
- Mentalismo: (primer premio no otorgado)
- Magia Cómica: Die Zauderer (Alemania), Mikael Szanyiel (Francia), Rick Merrill (Estados Unidos), Stonkel (Alemania)
- Premio en Invención Close-up: Mathieu Bich (Francia), Pierric (Suiza)
- Premio en Invención Escena: Mickael & Bethy Ross (Francia), Cesaral Magic (España)
- Acto más original en magia de escena: Hugo Valenzuela (Argentina)
- Acto más original en magia de cerca: Rocco (Estados Unidos)

2003 La Haya
- Grand Prix Escena: Norbert Ferré (Francia)
- Grand Prix Close-up: Jason Latimer (Estados Unidos)

2000 Lisboa
- Grand Prix: Scott the Magician & Muriel (Países Bajos)

1997 Dresde
- Grand Prix: Ivan Necheporenko (Rusia)

1994 Yokohama
- Grand Prix: Franklin (Alemania)

1991 Lausana
- Grand Prix: Vladimir Danilin	 (Rusia)

1988 La Haya
- Grand Prix: Johnny Ace Palmer (Estados Unidos)

1985 Madrid
- Grand Prix: Javier Antón & Ana (España)

1982 Lausana
- Grand Prix: Lance Burton (Estados Unidos)

1979 Bruselas
- Grand Prix: (premio compartido ex aequo): Ger Copper (Países Bajos), Sultangali Shukurov & Sara Kabigujina (Rusia)

1976 Viena
- Grand Prix: Pierre Brahma (Francia)

1973 Paris
- Grand Prix: Richard Ross (Países Bajos)

1970 Amsterdam
- Grand Prix: Richard Ross (Países Bajos)

1967 Baden-Baden
- Grand Prix: Di Sato (Harry Thiery) (Países Bajos)

1964 Barcelona
- Grand Prix: (premio compartido ex aequo): Mr Cox (Alemania), Pierre Brahma (Francia)

1961 Lieja
- Grand Prix: Fred Kaps (Países Bajos)

1958 Viena
- Grand Prix: Tonny van Dommelen (Países Bajos)

1955 Amsterdam
- Grand Prix: Fred Kaps (Países Bajos)

1952 Ginebra
- Grand Prix: Denis Moroso (Italia)

1951 Paris
- Grand Prix: Geoffrey Buckingham (Reino Unido)

1950 Barcelona
- Grand Prix: Mystica (Fred Kaps) (Países Bajos)

1949 Amsterdam
- Grand Prix: Viggo Jahn (Dinamarca)

1948 Lausana
- Grand Prix: Willane (Reino Unido)